# Precis actia
Precis actia är en fjärilsart som beskrevs av William Lucas Distant 1880. Precis actia ingår i släktet Precis och familjen praktfjärilar. Inga underarter finns listade i Catalogue of Life.